# Jean-Michel Cavalli
Jean-Michel Cavalli (Ajaccio, 13 luglio 1957) è un allenatore di calcio ed ex calciatore francese, di ruolo centrocampista, attuale allenatore del Prishtina.

## Biografia
È il padre di Johan Cavalli, a sua volta calciatore.